# Língua parkatêjê
Parkatêjê é um dialeto da língua timbira, falada pelo povo Parkatêjê, que vive na Terra Indígena Mãe Maria, no município de Bom Jesus do Tocantins, no Pará.
A língua timbira pertence ao grupo Jê Setentrional do tronco macro-jê.
É um dialeto próximo do dialeto parkatêjê. 

Ainda há controvérsia se os dialetos da língua timbira são de fato dialetos (um continuum dialetal) ou podem ser reconhecidos como línguas aparentadas.